# Panorpa dichotoma
Panorpa dichotoma is een insect uit de orde van de schorpioenvliegen (Mecoptera), familie van de schorpioenvliegen (Panorpidae). De wetenschappelijke naam van de soort is voor het eerst geldig gepubliceerd door Miyamoto in 1977.
De soort komt voor in Japan.